# Vocalensemble Erwitte
Das Vocalensemble Erwitte ist ein Chor mit etwa 45 Mitgliedern, der 1991 als „Vocalensemble Geseke“ gegründet wurde und bald darauf seine endgültige Heimat in Erwitte fand.
Das Repertoire des Chores reicht von Werken der Renaissance über Oratorien mit großer Orchesterbesetzung bis zu weltlichen Konzerten. 
In seiner bisherigen Geschichte hat das Ensemble u. a. mit dem Pianisten Paul Cibis, dem Sinfonieorchester Wuppertal und mehrfach mit den Bochumer Symphonikern zusammengearbeitet. Auftritte im WDR und ZDF gehören ebenfalls zur Geschichte des Chores.
Der musikalische Leiter Bernd Hense tritt mehrfach als Autor speziell für das Vocalensemble arrangierter Chorsätze in Erscheinung.

## Auswahl geistlicher Werke
- W. A. Mozart: Requiem
- G. Puccini: Messa di Gloria
- F. Mendelssohn Bartholdy: Paulus
- J. Haydn: Die Schöpfung
- G. F. Händel: Der Messias
- A. Vivaldi: Gloria
- J. S. Bach: Matthäus-Passion

## Auswahl einiger Konzertorte
- Berliner Dom
- Great St. Mary’s Church, Cambridge
- Hamburger Michel
- Campo Santo Teutonico, Rom
- Frauenkirche Dresden
- Stephansdom, Wien
- Speyerer Dom

## Einige Arrangements von Bernd Hense für das Ensemble
- Da Doo Ron Ron (Ellie Greenwich / Jeff Barry / Phil Spector)
- Dat Wasser vun Kölle (Bläck Fööss)
- Kein Schwein ruft mich an (Max Raabe)
- La-Le-Lu (Heino Gaze)
- Lean on Me (Bill Withers)
- Merano (Benny Andersson / Björn Ulvaeus)
- Nessun dorma (Giacomo Puccini)
- Somethin’ Stupid (C. Carson Parks)
- Somewhere Out There (James Horner / Barry Mann / Cynthia Weil)
- Under the Boardwalk (Mike Love / Artie Resnick / Kenny Young)
- You Raise Me Up (Brendan Graham / Rolf Løvland)